# زنان در رقص
رقص زنان به رقصی که زنان در آن باشند، گفته می‌شود. اهمیت جایگاه زنان در رقصیدن را می‌توان با بازگشت به ریشه‌های تمدن و فرهنگ دریافت.

## تاریخ
نقاشی‌های درون غارها، نقاشی‌های دیواری مصری، مجسمه‌های هندی، هنر یونان و روم باستان و مدارکی که از سنت‌های عشق‌ورزی و ازدواج در چین و ژاپن به‌دست آمده، همگی نقش مهم زنان در آیین‌ها و رقص‌های مذهبی، از ابتدای تاریخ را نشان می‌دهند. در قرون وسطی، آنچه به عنوان باله شناخته می‌شود، در جشن‌های دربار، هنگامی که زنان اغلب، نقش مردان را بازی می‌کردند، شکل گرفت. اما از اواخر سده ۱۷ میلادی و با ایجاد اپرای پاریس بود که باله رونق گرفت و از آن تجلیل شد. در حالی که زنان در سده ۱۸ شروع به تسلط بر باله کردند، با ظهور باله رمانتیک در سده ۱۹ است که باله، به مرکز توجه و جذب ستاره‌ها برای ایفای نقش‌های برجسته در آثار ماریوس پتیپا و در تئاترهای در سراسر اروپا از لا اسکالا در میلان تا تالار مارینسکی در سن پترزبورگ تبدیل می‌شود. اخیراً زنان نقش برجسته‌ای در توسعه اشکال مختلف رقص، از رقص مدرن تا فلامنکو و رقص اکسپرسیونیستی، داشته‌اند.

## انواع
- رقص میله
- قر سربالا
- شوگرل